# Ibrahim Idi Ango Ousmane
Ousmane Idi Ango est un homme politique nigérien, candidat à l'élection présidentielle de 2021.